# Elisa Donovan

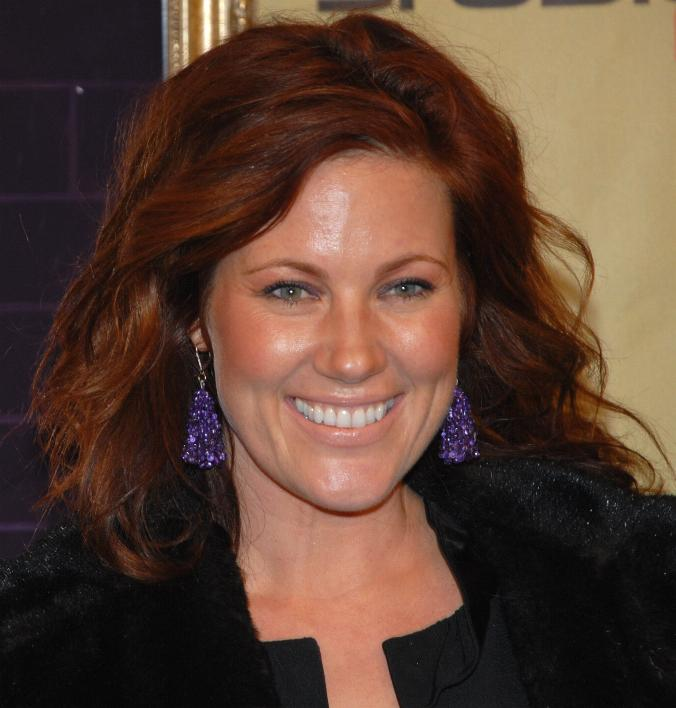
Elisa Donovan (2007)

Elisa Adaline Donovan (* 3. Februar 1971 in Poughkeepsie, New York als Lisa Donovan) ist eine US-amerikanische Schauspielerin.

## Leben
Was Donovan weltweit berühmt machte, war die Rolle der Amber im Film Clueless – Was sonst!, sowie der darauffolgenden Fernsehserie Clueless – Die Chaos-Clique (1996). Von 2000 bis 2003 war sie als Morgan Cavanaugh in der Fernsehserie Sabrina – Total Verhext! zu sehen.
Von 1993 bis 1995 litt Donovan an einer Essstörung. Zurzeit lebt sie mit ihrem Ehemann und der gemeinsamen Tochter (* 2012) in San Francisco. In ihrer Freizeit widmet sie sich der Acryl-Malerei.

## Filmografie
- 1994: Blossom (Fernsehserie, 2 Folgen)
- 1995: Café Babel (Kurzfilm)
- 1995: Clueless – Was sonst! (Clueless)
- 1995: Renegade – Gnadenlose Jagd (Renegade, Fernsehserie, eine Folge)
- 1995: Simon (Fernsehserie, eine Folge)
- 1995–1996: Beverly Hills, 90210 (Fernsehserie, 4 Folgen)
- 1996: Das Girl aus der Steinzeit (Encino Woman, Fernsehfilm)
- 1996–1999: Clueless – Die Chaos-Clique (Clueless, Fernsehserie, 62 Folgen)
- 1997: Justice League of America (Fernsehfilm)
- 1998: A Night at the Roxbury
- 1999: 15 Minutes (Kurzfilm)
- 1999: Loving Jezebel
- 1999: Oh Baby (Fernsehserie, eine Folge)
- 1999: Just Shoot Me – Redaktion durchgeknipst (Just Shoot Me!, Fernsehserie, eine Folge)
- 1999: Pop
- 2000: Jack & Jill (Fernsehserie, 2 Folgen)
- 2000: Best Actress (Fernsehfilm)
- 2000–2003: Sabrina – Total Verhext! (Sabrina, the Teenage Witch, Fernsehserie, 55 Folgen)
- 2001: Rebound Guy (Kurzfilm)
- 2001: Spyder Games (Fernsehserie, eine Folge)
- 2001: Liars Club
- 2002: Wolves of Wall Street
- 2004: Für alle Fälle Amy (Judging Amy, Fernsehserie, 2 Folgen)
- 2004: Bandwagon
- 2004: A Girl’s Guide to Depravity (Kurzfilm)
- 2004: Ein Engel für Eve (Eve’s Christmas, Fernsehfilm)
- 2006: Jackbutt – The TV Movie (TV: The Movie)
- 2006: Kiss Me Again
- 2006, 2024: Navy CIS (NCIS, Fernsehserie, zwei Folgen)
- 2006: The Bliss
- 2007: Trügerische Freiheit – Der Mörder wartet auf dich (Framed for Murder, Fernsehfilm)
- 2007: Betrayals (Fernsehfilm)
- 2008: Shark Swarm – Angriff der Haie (Shark Swarm, Fernsehfilm)
- 2008: Turbo Dates (Fernsehserie, eine Folge)
- 2008: 15 Minutes of Fame
- 2009: Sonny Munroe (Fernsehserie, eine Folge)
- 2009: The Lake (Fernsehserie, 12 Folgen)
- 2009: Ein Hund rettet Weihnachten (The Dog Who Saved Christmas, Fernsehfilm)
- 2009: Eine tierische Bescherung (A Golden Christmas)
- 2009–2011: In Gayle We Trust (Fernsehserie, 30 Folgen)
- 2010: Ein Hund rettet die Weihnachtsferien (The Dog Who Saved Christmas Vacation, Fernsehfilm)
- 2011: Your Love Never Fails
- 2011: Ein Hund rettet Halloween (The Dog Who Saved Halloween, Fernsehfilm)
- 2011: Spooky Buddies – Der Fluch des Hallowuff-Hunds (Spooky Buddies)
- 2011: 12 Wishes of Christmas (Fernsehfilm)
- 2012: Chasing Happiness
- 2012: Whole Day Down (Fernsehserie, 4 Folgen)
- 2012: Complacent
- 2012: The Dog Who Saved the Holidays (Fernsehfilm)
- 2012: Monika – Eine Frau sieht rot (MoniKa)
- 2014: The Dog Who Saved Easter
- 2014: Melissa & Joey (Fernsehserie, eine Folge)
- 2015: Ein Hund rettet den Sommer (The Dog Who Saved The Summer, Fernsehfilm)